# Ioan Raica
Prof. dr. Ioan Raica (1 X 1939 - 13 XI 2011) a fost un geograf român.
Absolvent al liceului „Iacob Mureșianu” din Blaj și al Universității Babeș-Bolyai din Cluj-Napoca. A obținut în 1983 titlul academic de doctor la Universitatea București, în geografia economică a lumii (coordonator: acad. Victor Tufescu. A fost cadru didactic titular la liceul „Stephan Ludwig Roth” din Mediaș; la facultatea de ecologie din Sibiu; și profesor asociat la  Universitatea „Lucian Blaga” din Sibiu.

## Publicații științifice
- Regiunea Târnavelor, natură și habitat, Ed. Univ. Lucian Blaga, Sibiu, 2000 (tratat; procese de sedimentație, morfogeneză areală, efuzivul neogen, toponimie locală, elemente de complex natural, determinism, habitat și antropizare, autarhie zonală, economie etc.)
- Wahrheiten über Sachsen und Nachbarschaften im Kokeltal (Realități despre Sașii transilvăneni și vecini în valea Târnavei), Ed. Tipomur, Târgu Mureș, 1995 (tipologie rurală în Weiler, aglutinări de sit, dinamică geodemografică, vecinătăți de coabitare etc.)
- Mediaș, Terra medies, natură, istorie, economie vol. I-II  (suportul geologic și cadrul fizico-natural, istoria locală, istoria evoluției economice, demografia de amănunt, personalități locale etc.)
- Sferosideritele și minetele de tip black-band în susținerea evoluției economice și a continuității istorice la românii transilvăneni, comunicare științifică, ses. INT, Iași, 2000. Studiul aduce la zi dovada utilizărilor sferolitelor limonitice, aflorate în hockbas-urile locale, în exploatarea producțiilor feruginoase, prelucrate în fierăriile din centrul Transilvaniei.
- Geografia satului din zona Târnavelor pe villafranchian (teză de doctorat, Universitatea București, 1983; se face atestarea vetrelor rurale pe și în depozitele sedimentare de vârstă pliocen superioară, adică levantin-holocenă (faciesurile de villa))
- Ecologia culturii viței de vie pe versanții sud-estici de la Jidvei și calculul radiației solare în diagrama Kemphert-Morgan (referat științific, cu destinații pur practice în raionarea expresă a soiurilor de viță Pinot noir, Traminer și Fetească albă)
- Geografia economică a lumii, curs universitar, lucrare de sinteză (resurse și clasificare, potențiale naturale calitative și cantitative, ramuri și subramuri de producție, regiuni și raioane industriale la nivel mondial, transporturi-structuri, comerț și strategii)

În paralel, geograful Raica a văzut, observat și adnotat atent diverse alte regiuni extreme: Timanfaya, Quintana Roo, Belize, Yucatán-Uxmal-junglă, Habarovsk-Birobidjan, Toltuk-Acinsk, Pisac-Urubamba, Desaguadera-Alti Plano, Titicaca-Puno, Nubia etc., preocupări concretizate în mai multe publicații, alături de volumul Cartea unor realități (Ed. Tipomur, Tg. Mureș 1994).